# 林直樹
林 直樹（はやし なおき、1955年12月13日 - ）は、日本の医学者、精神科医。博士（医学）。

## 略歴
1974年麻布高等学校卒業、1980年東京大学医学部卒業。1993年博士（医学）（東京大学）。東京大学附属病院分院神経科、東京都立松沢病院精神科、東京都精神医学総合研究所（精神病理（精神分裂病）研究部門）、都立松沢病精神科部長を経て、帝京大学医学部附属病院メンタルヘルス科教授。東京医科歯科大学医学部臨床教授。東京大学教育学部客員教授。東京都精神医学総合研究所客員研究員。2021年3月帝京大学医学部附属病院メンタルヘルス科を定年退職。同年4月から西ヶ原病院勤務、帝京大学医学部附属病院メンタルヘルス科非常勤医師。

## 関連人物
- 安永浩